# T34 Calliope

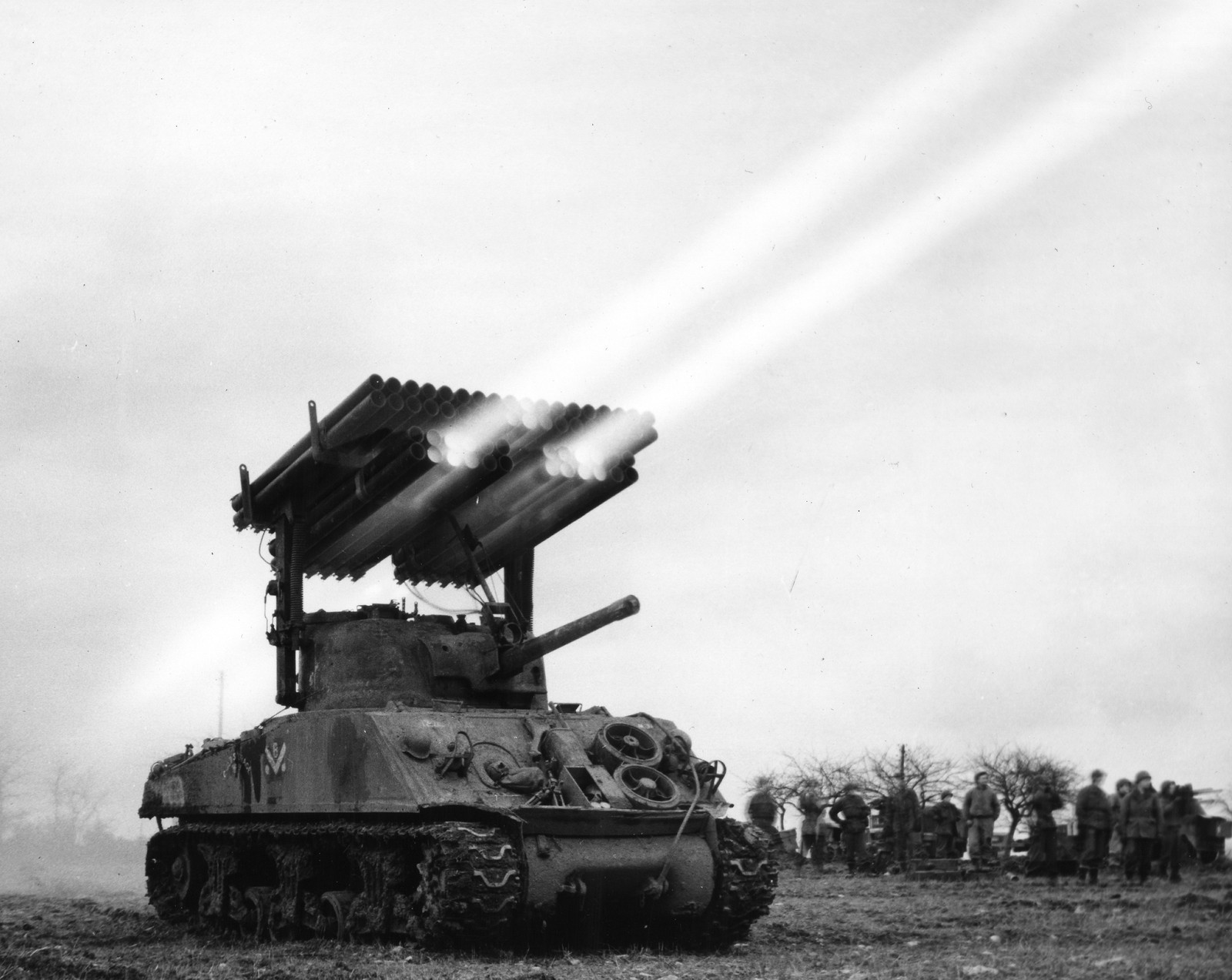
T34 Calliope actief in Frankrijk.

De T34 Calliope was net zoals de T40 Wizzbang een raketlanceerder die op een tank geplaatst kon worden. Deze werd gebruikt door het Amerikaanse leger tijdens de Tweede Wereldoorlog en werd geplaatst op de M4 Sherman tank. Maar ook werd dit systeem toegepast op veroverde Duitse Sd.Kfz. 251 voertuigen, die de benaming "Sd.Kfz. 251 Calliope" kregen. Door het gillende geluid, kreeg hij ook weleens de benaming "Screaming Mimi", wat staat voor "gillende keukenmeid". Het werd in 1943 ontwikkeld, kleine aantallen werden geproduceerd en gebruikt door diverse Amerikaanse pantsereenheden in 1944-45. De eerste variant was de T34. Deze kon 60 117 mm (4,6-inch) raketten afvuren zonder te herladen uit een groep van 36 buizen bovenaan en nog eens twee groepen van 12 onderaan. De tweede variant was de T34E1. De groepen met 12 buizen waren bij dit type vervangen door 14 buizen. De laatste variant was de T34E2 die 183 mm (7,2-inch) raketten kon afvuren.

## Varianten
- T34 Calliope: standaard variant met 117 mm raketten.
- T34E1 Calliope: variant met een groep van 14 buizen in plaats van 12 buizen, met 117 mm raketten.
- T34E2 Calliope: variant met 183 mm raketten.